# Tronie
La parola tronie (olandese del XVI-XVII secolo per "faccia") è utilizzata nelle fonti olandesi del tardo Cinquecento in riferimento ad un gruppo di opere interne alla pittura di genere caratterizzate dalla rappresentazione dei volti. Il termine è imparentato con la parola francese tronche usato nel gergo per "faccia", "muso". Nei tronie sono raffigurati diversi tipi umani di estrazione sociale umile, lavoratori, personalità dall'etnia caratteristica e si distinguono dal ritratto (che vede dipinto un soggetto dall'identità anagrafica precisata).

## Definizione

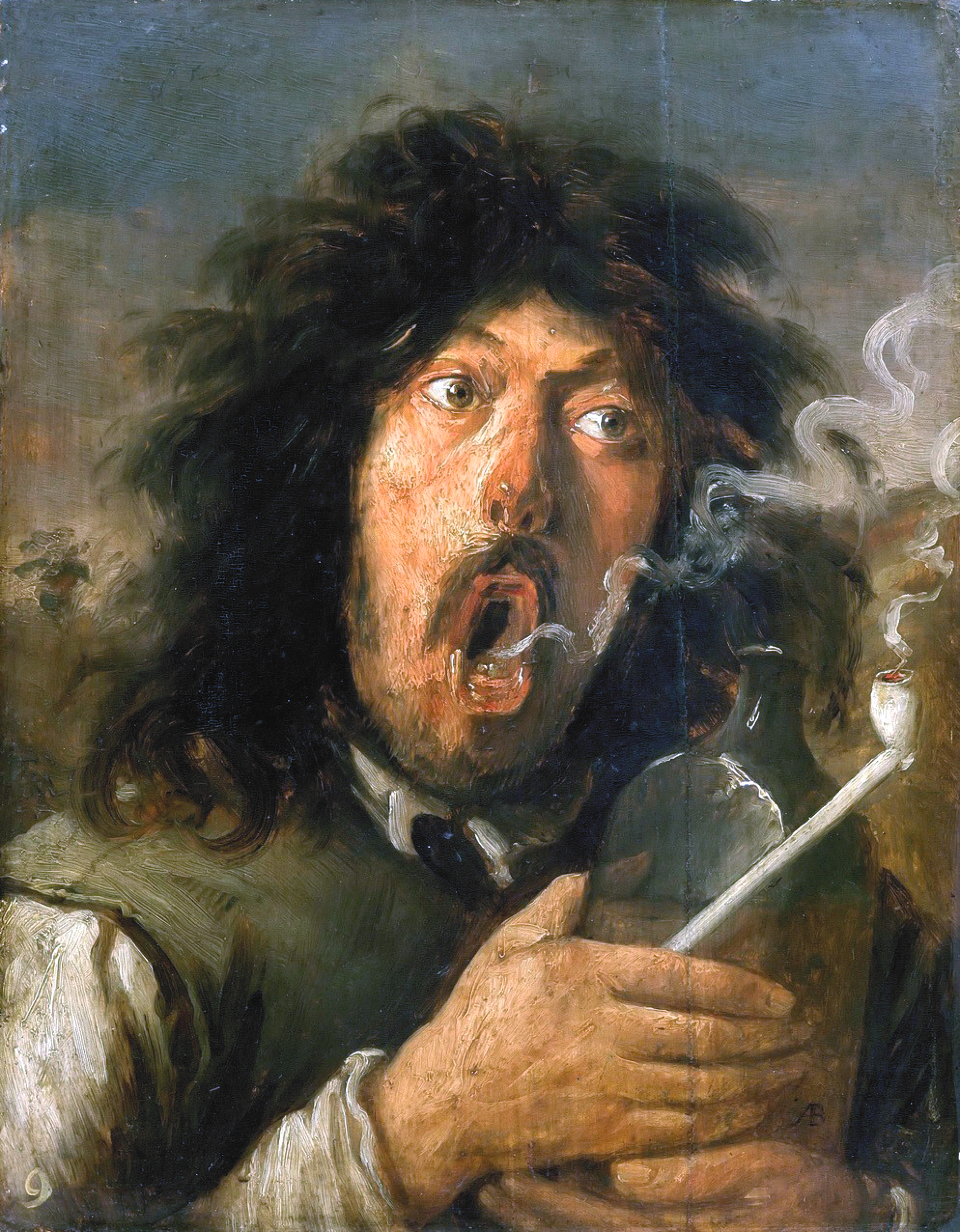
Il fumatore di Joos van Craesbeeck, un esempio di tronie

Il termine tronie non è chiaramente definito nella letteratura della storia dell'arte. Le fonti letterarie e archivistiche mostrano che inizialmente il termine non era sempre associato alle persone. Gli inventari si riferivano a volte alle nature morte di fiori e frutta come tronies.  Più comune era il significato di "faccia" o "viso". Spesso il termine si riferiva all'intera testa, perfino a un busto, e in casi eccezionali all'intero corpo. Una tronie poteva essere bidimensionale, ma anche fatta di gesso o pietra. A volte una tronie era una somiglianza, la raffigurazione di un individuo, inclusi il volto di Dio, di Cristo, di Maria, di un santo o di un angelo. In particolare una tronie denotava l'aspetto caratteristico della testa di un tipo, ad esempio un agricoltore, un mendicante o un giullare. Tronie a volte significava tanto una testa grottesca quanto un modello come il tipo di una persona vecchia e brutta. Quando era concepita come la faccia di un individuo e di un tipo lo scopo di una tronie era di esprimere i sentimenti e il carattere in maniera accurata e doveva perciò essere espressiva.
Nell'uso storico-artistico moderno il termine tronie è tipicamente limitato a figure non destinate a raffigurare una persona identificabile, quindi è una forma di pittura di genere. Tipicamente solo una testa o un busto dipinto, se concentrate sull'espressione facciale, ma spesso a mezza lunghezza quando mostrate in un costume esotico, i tronies potrebbero essere basati su studi dal vivo o usare le caratteristiche dei soggetti effettivi. Il quadro era venduto tipicamente sul mercato dell'arte senza identificazione del soggetto, e non era commissionato e conservato dal soggetto come lo erano normalmente i ritratti. Simili figure non identificate trattate come dipinti storici ricevevano normalmente un titolo del mondo classico, ad esempio il dipinto di Rembrandt ora noto come Saskia in veste di Flora.

## Storia
Il genere iniziò nei Paesi Bassi nel XVI secolo, dove fu probabilmente ispirato da alcune delle teste grottesche disegnate da Leonardo. Leonardo aveva aperto la strada a disegni di teste grottesche accoppiate in cui due teste, solitamente di profilo, erano poste l'una di fronte all'altra al fine di accentuare la loro diversità. Questa giustapposizione accoppiata è stata adottata anche dagli artisti nei Paesi Bassi. Nel 1564 o 1565 si ritiene che Joannes e Lucas van Doetecum abbiano inciso 72 teste attribuite a Pieter Brueghel il Vecchio che seguiva questa disposizione accoppiata.
Questo modello associato era ancora utilizzato da alcuni artisti nel XVII secolo. Ad esempio, l'artista fiammingo Jan van de Venne, attivo nella prima metà del XVII secolo, dipinse un numero di tronies che accostavano volti diversi.

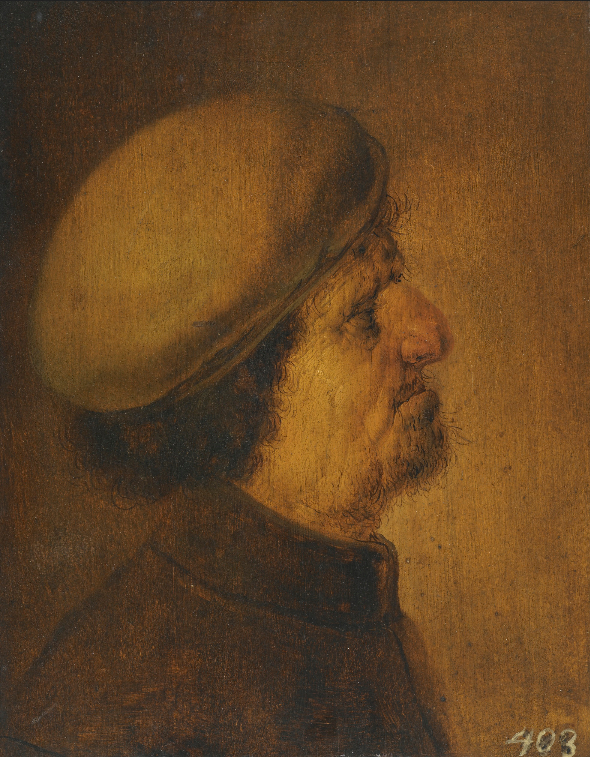
Jan van de Venne, Testa di un vecchio
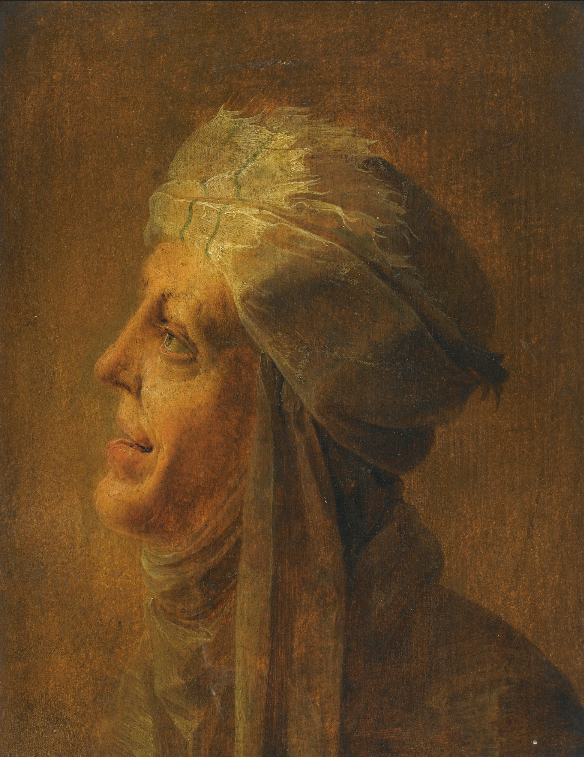
Jan van de Venne, Testa di una donna

Diverse incisioni di autoritratti di Rembrandt sono tronies, così come i dipinti di sé stesso, suo figlio e le sue mogli. Tre dipinti di Vermeer furono descritti come tronies nell'asta di Dissius del 1696, tra i quali forse la Ragazza con l'orecchino di perla e la Fanciulla con flauto. Frans Hals dipinse anche un certo numero di tronies, che sono ora tra le sue opere più famose, incluse le due tronies note come Malle Babbe e La gitana (vedi galleria).
Adriaen Brouwer fu uno dei professionisti di maggior successo del genere in quanto aveva talento per l'espressività. La sua opera diede un volto a personaggi di classe inferiore, infondendo le loro immagini con emozioni umane riconoscibili ed espresse in modo vivido: rabbia, gioia, dolore e piacere. Il suo Giovane che fa una smorfia (1632/1635 circa, National Gallery of Art) mostra un giovane con un gesto satirico e beffardo che lo umanizza, per quanto poco invitante possa apparire. La vigorosa applicazione della pittura di Brouwer in questa composizione, con le sue pennellate caratteristicamente corte e non modulate, aumenta l'effetto drammatico. I pittori di genere ritornavano spesso al vecchio tema dell'allegoria dei cinque sensi e creavano serie di tronies raffiguranti i cinque sensi. Esempi sono Uomo che rimuove l'intonaco, il senso del tatto di Lucas Franchoijs il Giovane e Il fumatore di Joos van Craesbeeck che rappresenta il gusto.
La tronie è legata a, e ha qualche sovrapposizione con, il "ritratto storico", un ritratto di una persona reale come un'altra figura, di solito storica o mitologica. Jan de Bray si specializzò in questi e molti ritrattisti a volte mostravano le signore aristocratiche in particolare come figure mitologiche.

## Galleria d'immagini

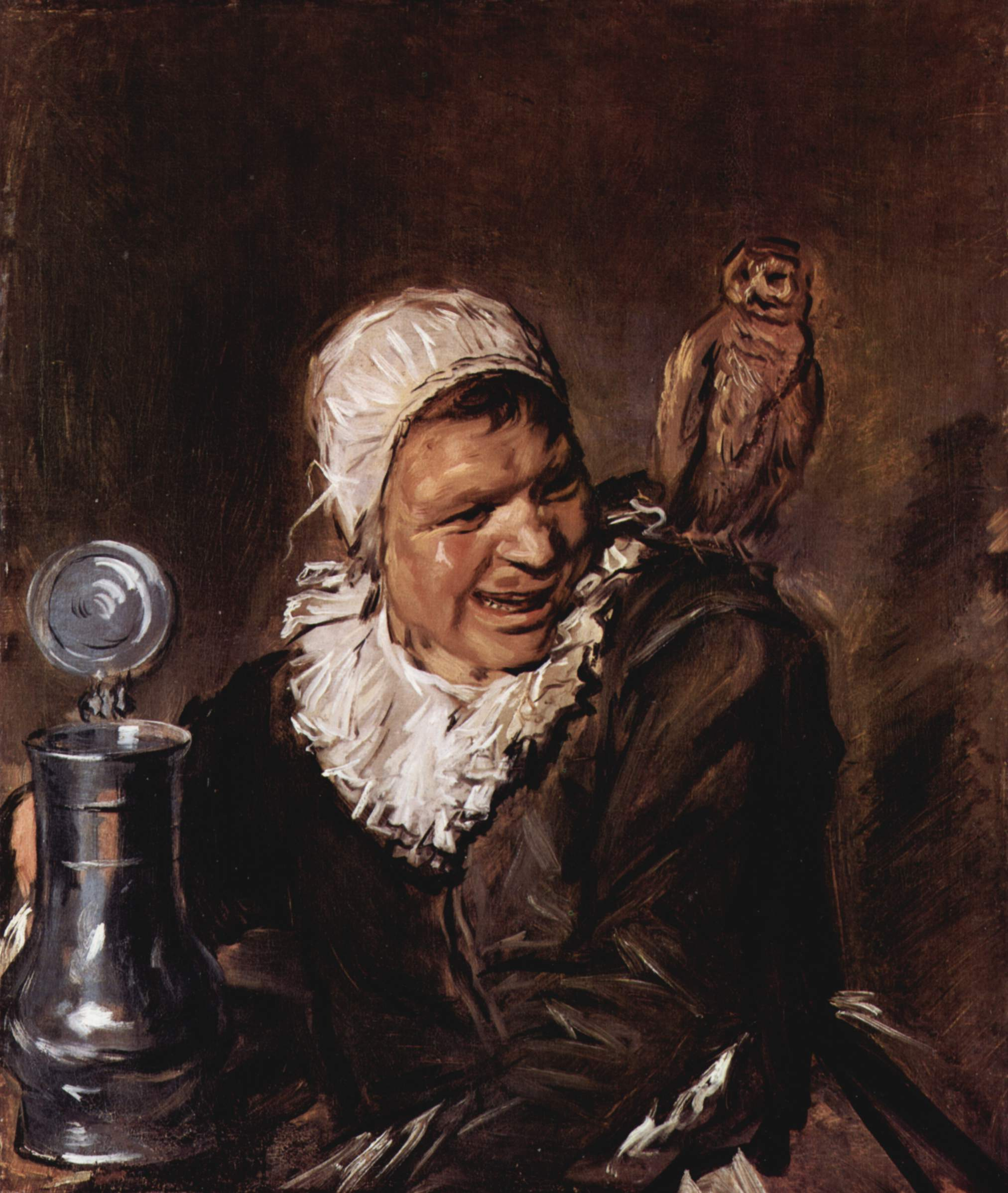
Frans Hals, Malle Babbe
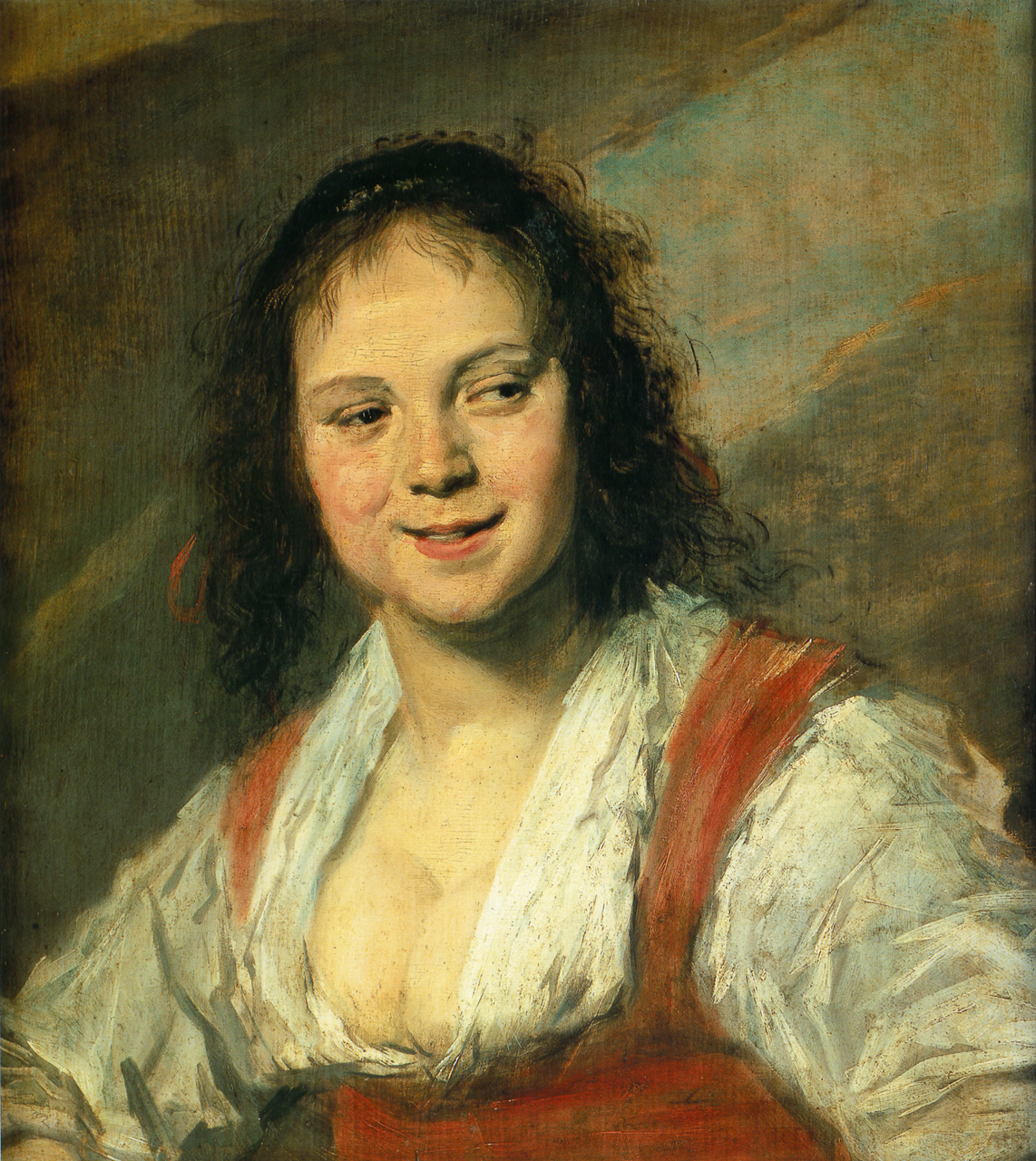
Frans Hals, La gitana
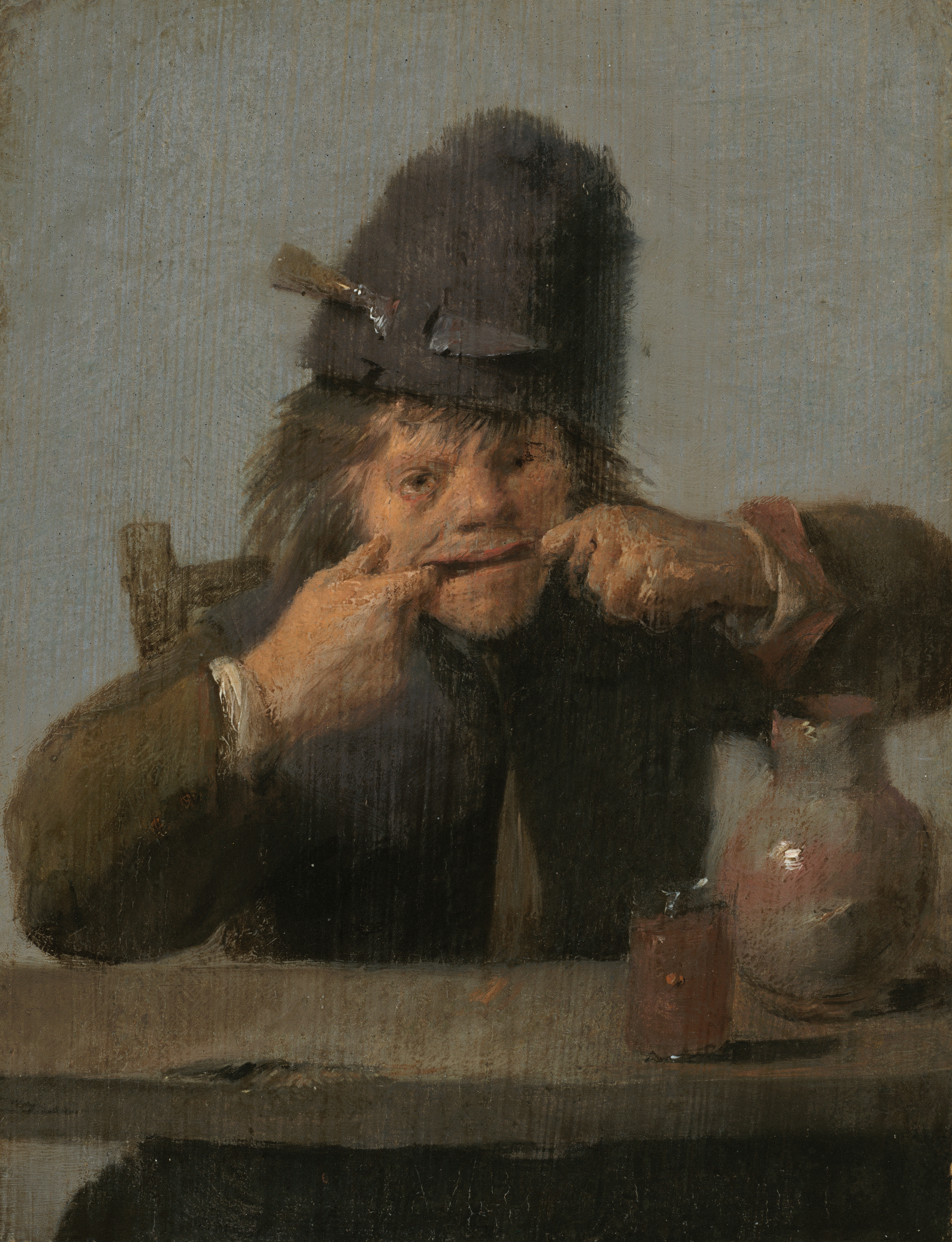
Adriaen Brouwer, Giovane che fa una smorfia
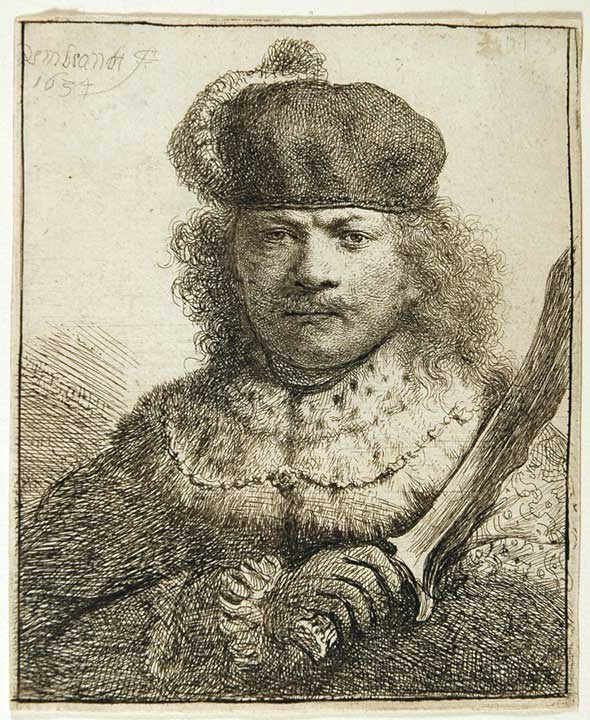
Rembrandt, incisione, uno di vari autoritratti in maschera, apparentemente come monarca orientale con un kriss
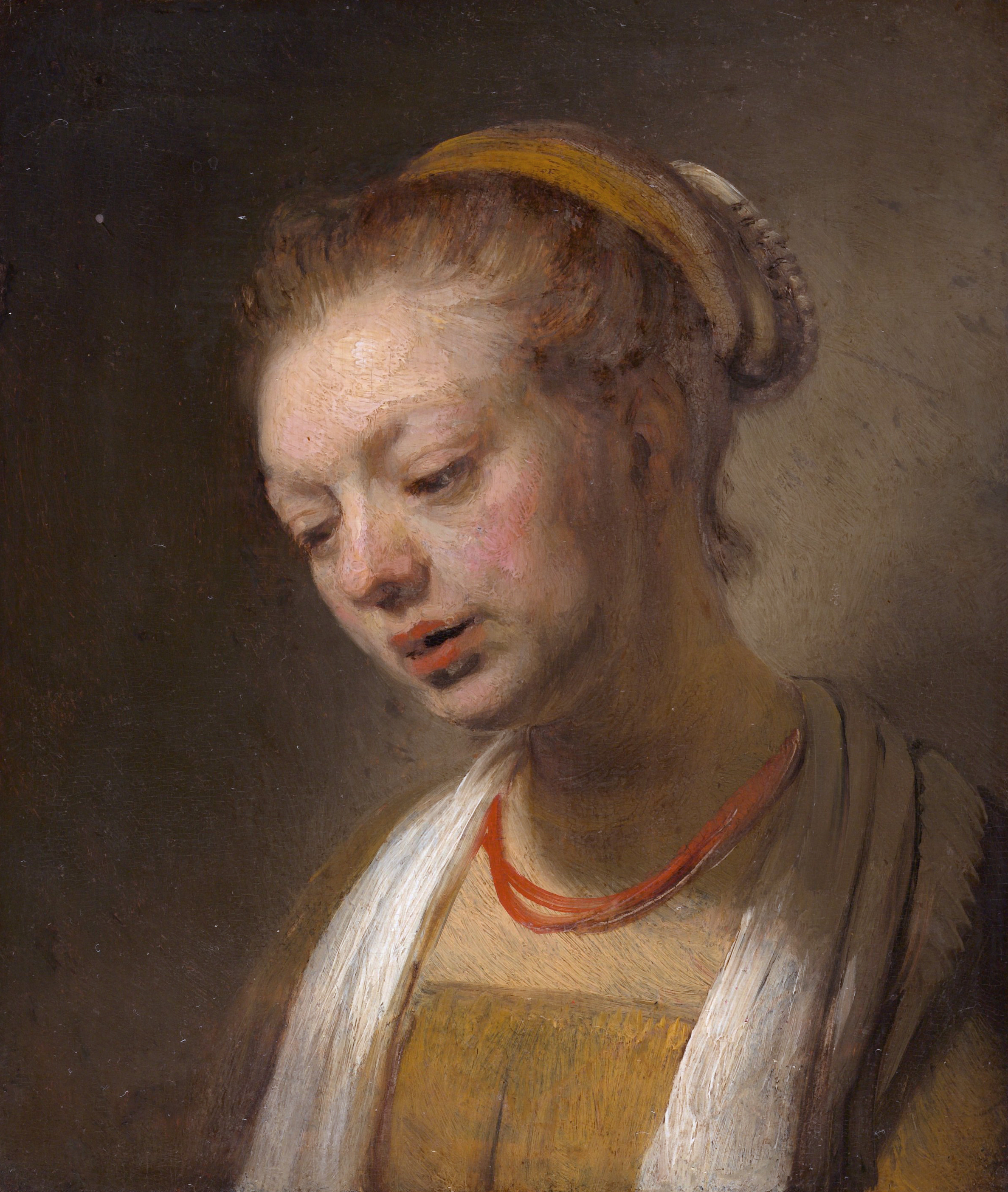
Rembrandt, Tronie di una giovane donna
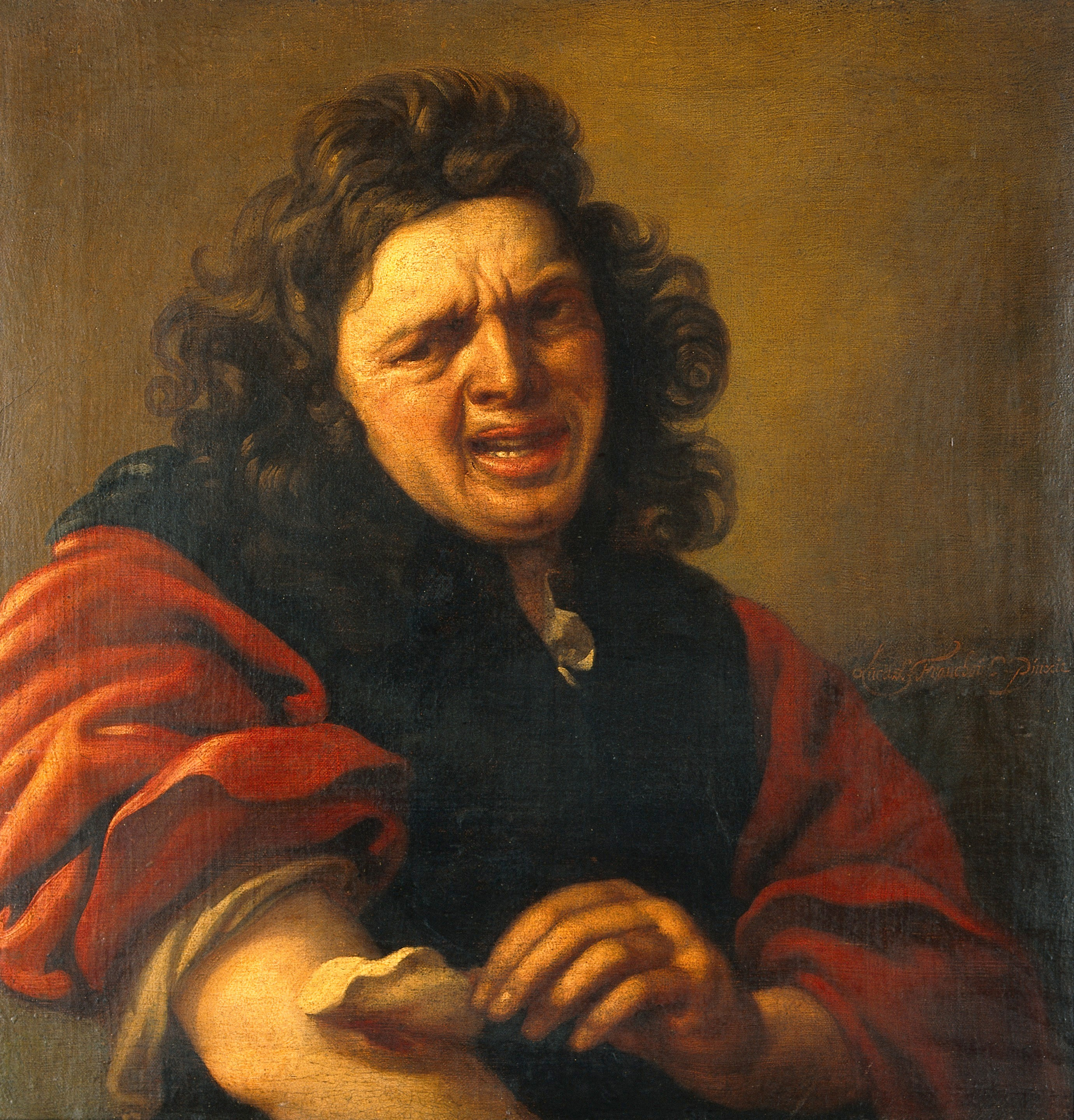
Lucas Franchoijs il Giovane, Uomo che rimuove un cerotto, il senso del tatto
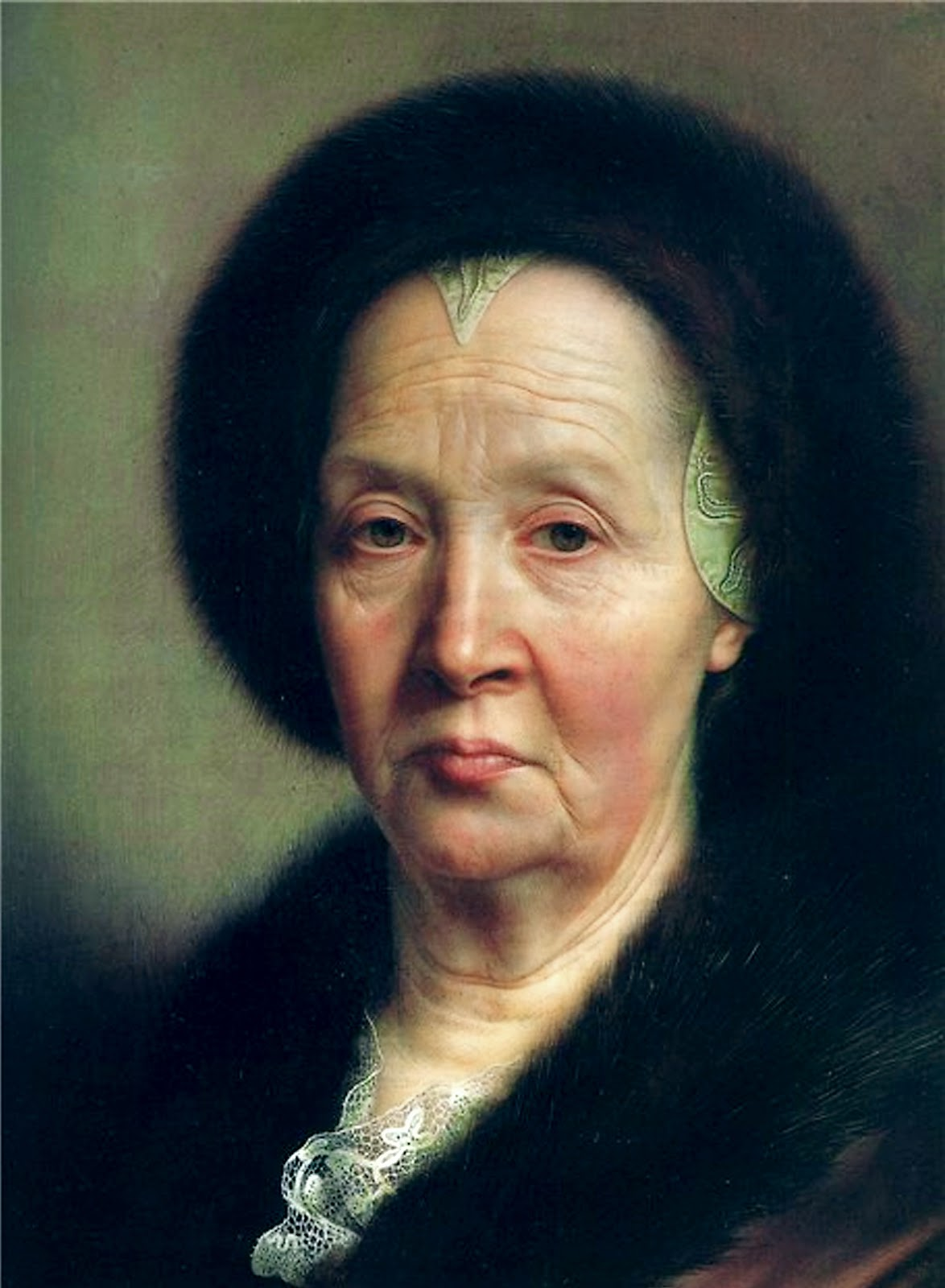
Christian Seybold, Ritratto di vecchia